# Uwe Tewes
Uwe Tewes (geboren 1939 in Verden (Aller)) ist ein deutscher Psychologe und Hochschullehrer.
Nach dem Abitur in Rotenburg (Wümme) studierte Tewes Psychologie in Heidelberg und Hamburg mit dem Abschluss Diplom-Psychologe. Von 1967 bis 1968 war er Assistent von Franz Thurner an der Pädagogischen Hochschule Göttingen. In dieser Zeit entstanden der Kinder-Angst-Test (Thurner und Tewes) und die Testbatterie für grammatische Kompetenz (Tewes). 1971 promovierte Tewes in Hannover über Determinanten der Wahrnehmung in der nonverbalen Kommunikation. Von 1973 bis 1974 war Tewes Professor für Pädagogische Psychologie an der TU Berlin. 1975 folgte er einem Ruf an die Medizinische Hochschule Hannover. Hier wurde er Leiter der Abteilung für Medizinische Psychologie. Hauptforschungsgebiet wurde hier die Psychosomatik; 1984 verantwortete er die Revision des Hamburg-Wechsler-Intelligenztest für Kinder.
Ein weiteres Arbeitsgebiet waren Stressentstehung und Stressverarbeitung, der  Einfluss des Lebensstils auf die Entstehung und den Verlauf von Diabetes mellitus, Herz-Kreislauf-Erkrankungen und Krebserkrankungen und der Zusammenhang mit Lebens- und Ernährungs- und Bewegungsgewohnheiten. Weiterhin beschäftigte er sich mit grundlegenden Untersuchungen über die Zusammenhänge zwischen Psyche und Immunsystem.
Tewes war vier Jahrzehnte lang als forensischer Sachverständiger für Kinder- und Jugendpsychologie tätig. Zwischen 1992 und 1999 war er für die Deutsche Gesellschaft für Medizinische Psychologie, deren Vorsitzender er von 1989 bis 1991 war, als Mitglied der Schriftleitung der Zeitschrift für Medizinische Psychologie tätig. 2006 trat Tewes in den Ruhestand.
Er lebt in Lüneburg.

## Schriften (Auswahl)
- Thurner,F. u. Tewes,U.: Kinder-Angst-Test (KAT) 1969, Neufassung KAT III v. A.Tewes u. A.Naumann, Göttingen, Hogrefe 2016
- Einführung in die Unterrichts-Psychologie. Stuttgart: Kohlhammer 1976.
- U. Tewes, F. Thurner: Testbatterie Grammatische Kompetenz. Braunschweig: Westermann 1976.
- U. Tewes, K. Wildgrube, P. Niethhardt: Lexikon der Medizinischen Psychologie. Stuttgart: Kohlhammer 1977.
- U. Tewes (Hrsg.): Medizinische Psychologie I: Psychologische Konzepte für die Medizin. Stuttgart: Kohlhammer 1978.
- S. Baumgarten-Weymar, U. Tewes, G. Wolff: Vom Recht am Kind. Reinbek: Rowohlt. 1990
- M. Schedlowski, U. Tewes: Psychoneuroimmunologie. Spektrum Akademischer Verlag, 1996, ISBN 3-86025-228-3.
- U. Tewes, P. Rossmann, U. Schallberger (Hrsg.): Hamburg-Wechsler-Intelligenztest für Kinder – 3. Auflage. Bern: Huber 1999.
- Die Angst des Herzpatienten : Ängste und Angstverarbeitung bei Herzerkrankungen. Bergisch Gladbach : EHP 2011
- U. Tewes, K. Wildgrube: Psychologie-Lexikon. Berlin/Boston: De Gruyter. 2., überarbeitete und erweiterte Auflage. Reprint 2016
- Psychologie im Familienrecht – zum Nutzen oder Schaden des Kindes? Februar 2016, ISBN 978-3-662-48925-3[2]